# كيفن فينيغاس
كيفن فينيغاس (بالإنجليزية: Kevin Venegas)‏ هو لاعب كرة قدم أمريكي في مركزي الوسط والدفاع، ولد في 29 يوليو 1989 في نوروالك في الولايات المتحدة. لعب مع Cal State Fullerton Titans men's soccer ‏.

## وصلات خارجية
- كيفن فينيغاس على موقع الدوري الأمريكي (الإنجليزية)
- كيفن فينيغاس على موقع إي إس بي إن إف سي (الإنجليزية)
- كيفن فينيغاس على موقع قاعدة بيانات كرة القدم.إي يو (الإنجليزية)
- كيفن فينيغاس على موقع Soccerway.com (الإنجليزية)